# 約翰·哈德曼·摩爾
約翰·哈德曼·摩爾 FBA FRSE（英語：Royal Society of Edinburgh，1954年5月7日—），英國經濟學家、愛丁堡大學大卫·休谟全校级教授（David Hume University Professor），專長為貨幣經濟學與不完全契約理論。

## 生平
1976年劍橋大學數學系畢業，1980年取得倫敦政經學院（LSE）計量經濟學與數學經濟學碩士。
1983年擔任LSE講師，1987年成為The Review of Economic Studies主編，1990年升任為LSE教授。
2000年轉任愛丁堡大學George Watson's and Daniel Stewart講座教授。2010年擔任榮譽至高的经济计量学会会长。

## 研究內容
- 葛羅斯曼-哈特-摩爾理論（Grossman-Hart-Moore theory）
- 清瀧-摩爾模型（英语：Kiyotaki–Moore model）：摩爾與清瀧信宏提出「清瀧-摩爾模型（英语：Kiyotaki–Moore model）」，證明一個經濟上的小震盪，如何透過房地產價格和信貸供應限制之間的相互作用成為大波動，從而釀成經濟衰退[1]。兩人均被看好角逐諾貝爾經濟學獎[2]。

## 榮譽
- 1989年　計量經濟學會院士
- 1990年　英國國家學術院院士
- 1999年　歐洲經濟學會葉留揚森獎（英语：Yrjö Jahnsson Award）（與清瀧信宏）
- 2003年　愛丁堡皇家學會院士
- 2010年　湯森路透引文桂冠獎（與清瀧信宏）[3]
- 2017年　大英帝國司令勳章（CBE）[4]
- 2020年　BBVA基金會前沿知識獎（英语：BBVA Foundation Frontiers of Knowledge Award）（與清瀧信宏）

## 外部連結
- （英文）John Moore主頁 （页面存档备份，存于）
- （英文）愛丁堡大學John Moore主頁